# Torralba del Pinar
Torralba del Pinar es un municipio de la provincia de Castellón perteneciente a la Comunidad Valenciana, España. Está situado en la comarca del Alto Mijares, muy cercana a la provincia de Teruel. Cuenta con una población de 59 habitantes (INE 2024). Se trata de un municipio hispanófono, en el que el español cuenta con el predominio lingüístico reconocido legalmente.

## Geografía
Situado en la vertiente norte de la sierra de Espadán, goza de los atractivos paisajísticos de este parque natural.
La mayor parte de su término se halla poblado de grandes extensiones de bosque en donde las especies predominantes son los pinos, alcornoques y encinas. Así, 1195 hectáreas del término municipal están ocupadas por extensiones boscosas y tan solo 81 por superficies de cultivos.
Se disfruta en Torralba de un clima agradable. Únicamente suele haber días fríos en la temporada invernal, que de todas maneras, no suelen ser numerosos. Las lluvias se producen con una gran irregularidad, estableciéndose fuertes contrastes entre los años de abundancia y otros de acusada sequía.
Desde Castellón de la Plana se accede a esta localidad a través de la CV-20, tomando en Onda la CV-223, continuando por la CV-205 para alcanzar la CV-203.

### Localidades limítrofes
Montán, Cirat, Fuentes de Ayódar, Ayódar, Villamalur, Pavías e Higueras todas de la provincia de Castellón.

## Historia
Aunque investigaciones recientes han creído ver vestigios romanos, el primer documento que alude a Torralba es la carta de los Términos de Daroca (1142), y otro firmado por el rey musulmán Zayd Abu Zayd, y en el mismo se compromete a ceder sus territorios a Jaime I de Aragón y a convertirse al cristianismo. Por otra parte, en la catedral de Valencia se conserva el testamento del hijo de Abú Zayd, Fernando, convertido ya, en el que lega a sus herederos el castillo de Vialeba y Torralba.
Pero a pesar de la cristianización de sus señores, Torralba del Pinar sigue conservando su población morisca hasta su expulsión en 1609, dos años después el municipio que ya pertenecía a la Baronía de Ayódar es repoblado por cristianos.
Para otros su fundación corresponde al siglo XVI, cuando pertenecía a la baronía de Milà d'Aragón.
Hasta la reforma de la nomenclatura municipal de 1916 el municipio se llamaba simplemente Torralba. En dicha fecha su nombre fue modificado por el de Torralba del Pinar.

## Demografía
Torralba del Pinar cuenta con una población de 59 habitantes (INE 2024).
| Gráfica de evolución demográfica de Torralba del Pinar entre 1842 y 2021 |
| |
| Población de derecho según los censos de población del INE Población de hecho según los censos de población del INEEn estos censos se denominaba Torralba: 1842, 1857, 1860, 1877, 1887, 1897, 1900 y 1910. |

Durante los siglos XVIII y XIX experimentó un relativo crecimiento, llegando a alcanzar en 1857 los 393 habitantes. Desde entonces, y a partir de la segunda mitad del siglo XX y principios del XXI, inició un lento descenso demográfico, llegando a alcanzar el mínimo registrado en 2014, con un total de 48 habitantes. La disminución del número de habitantes fue impulsada por el éxodo rural a las grandes ciudades, y el envejecimiento de sus ciudadanos, convirtiéndose en una de las muchas localidades del interior de la provincia de Castellón que sufren las consecuencias de la despoblación.

## Economía
La agricultura es casi exclusivamente de secano, con predominio de los cultivos de olivos y almendros, y los campos se ubican en el clásico abancalamiento en terrazas. Asimismo está drenado por la rambla de Fuentes, que desagua en el río Mijares.

## Administración
| Periodo   | Nombre                                                                   | Partido      |
| --------- | ------------------------------------------------------------------------ | ------------ |
| 1979-1983 | Jesús Vicente Ballester Herrero                                          | UCD          |
| 1983-1987 | Jesús Vicente Ballester Herrero                                          | AP           |
| 1987-1991 | Jesús Vicente Ballester Herrero                                          | AP           |
| 1991-1995 | Vicente Usó Tarrazón                                                     | PP           |
| 1995-1999 | Vicente Usó Tarrazón                                                     | PP           |
| 1999-2003 | Vicente Usó Tarrazón                                                     | PP           |
| 2003-2007 | José Paches Gómez                                                        | PP           |
| 2007-2011 | Manuel Calpe Gimeno                                                      | PP           |
| 2011-2015 | Manuel Calpe Gimeno (2011-2014) Fernando Barrachina Salvador (2014-2015) | PP PSPV-PSOE |

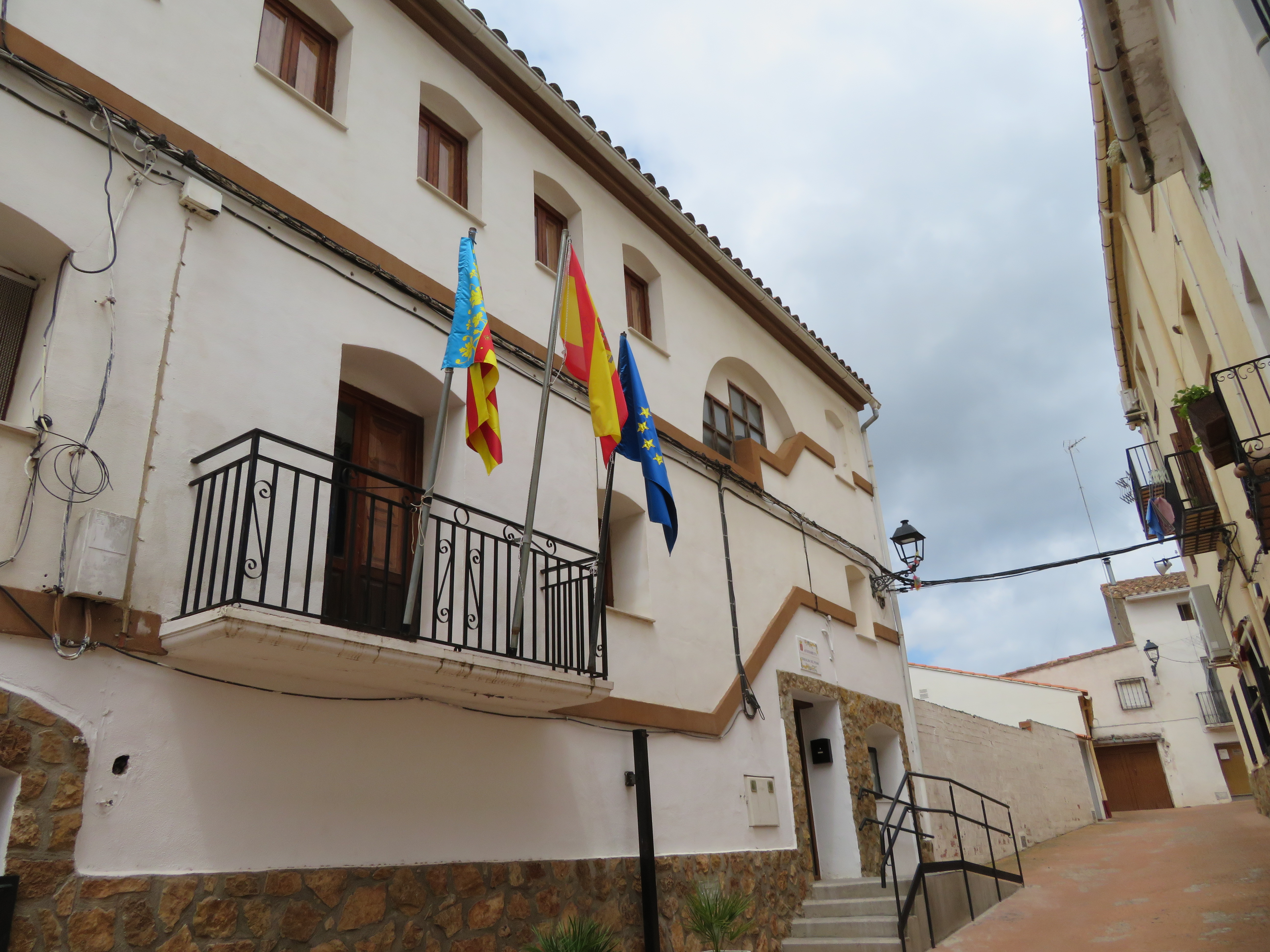
Ayuntamiento

| 2015-2019 | José Navarro Gómez                                                       | PP           |
| 2019-2023 | Fernando Barrachina Salvador                                             | PSPV-PSOE    |

## Monumentos

### Monumentos religiosos

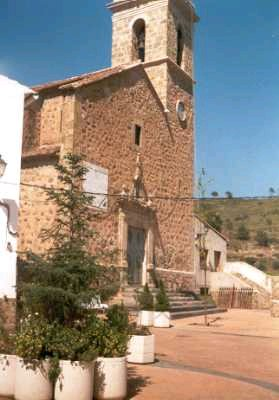
Iglesia parroquial

- Iglesia parroquial. Dedicada a la Transfiguración del Señor. Obra del siglo XVIII aunque con remodelaciones posteriores del siglo XIX. Guarda en su interior una interesante cruz procesional del siglo XV.
- Ermita de Santa Bárbara. Ermita de una sola nave encalada y atrio con arcadas. Se cree que fue construida sobre una antigua mezquita árabe.

### Monumentos civiles
- Castillo de Vialeva o Torralba del Pinar. La función estratégica del mismo sería el control de los caminos, de los pasos hacia Villamalur y el valle del Mijares. Es de origen árabe y probablemente fue construido entre los siglos X y XII.

Se alza en un promontorio casi cilíndrico, en el centro del valle que une las localidades de Ayódar y Torralba del Pinar.
- Casco urbano de Torralba. Declarado Bien de Relevancia Local, y que hoy en día, todavía mantiene parte de su aspecto medieval ya que, se puede observar restos arquitectónicos del amurallamiento medieval (entre los siglos IX y XIII) y otras estructuras en algunas de las casas de la población.

### Monumentos militares
Recinto Fortificado de Torralba del Pinar
Se trata de una población fortificada de planta circular que contó con una sólida muralla y una torre mayor central. La fundación del municipio por su toponimia es anterior a los árabes, pero la permanencia a lo largo de los siglos de los moriscos, han originado que el casco urbano de Torralba del Pinar siga manteniendo un clarísimo aspecto morisco. Su recinto amurallado todavía se pueden apreciar: restos arquitectónicos del amurallamiento medieval (siglos IX y XIII), confundidos con el caserío existente, salvo algún tramo con aspilleras que se encuentra visible. La torre, según tradición del lugar, fue desmontada y sus sillares utilizados en la construcción de la nueva iglesia a finales del siglo XVII. Cabe destacar también el castillo de origen árabe, probablemente construido entre el siglo X y el siglo XII y del que se aprecian diversos restos de murallas fundidas con las paredes rocosas que circundan la colina sobre la que se edificó.
Grado de protección: Está declarado Bien de Interés Cultural con categoría de Monumento por la Disposición Adicional Primera de la Ley 4/1998, de 11 de junio, del Patrimonio Cultural Valenciano.
Estado: Parte de las murallas han sido demolidas, bien por el levantamiento de la iglesia nueva en el siglo XVII, bien por el derribo reciente de algunas viviendas apoyadas en aquellas. 
Carácter del riesgo: Abandono y destrucción por el derribo de las viviendas anexas.

## Patrimonio natural
- El Pinar. Es la cima más occidental de la sierra y también la más elevada de la alineación, 1102 m. En la cima y su entorno se pueden observar casetas derruidas, muros y trincheras; todos ellos testimonios de la guerra civil. La coronación de la cima brinda al visitante un formidable panorama en el que sobresalen las siluetas de las cimas centrales de Espadán.
- Morrones de Gil. Montaña de masas pétreas a cuyos pies encontramos una antigua mina de mercurio.
- Mirador del Romeral. Vista paisajística espectacular de todo el término municipal, que permite divisar el casco urbano, el Alto del Pinar, los Morrones de Gil, y el barranco del Catalán.
- Fuente Montalbana.
- Fuente Vieja. Se encuentra enclavada en un bello paraje.
- Fuente de Santa Bárbara. Sus aguas poseen una mineralización muy débil y son muy recomendables para dietas pobres en sodio.
- Fuente del Río.

En el término municipal también encontramos otras fuentes: Fuente Macasta, Fuente la Barraca, Fuente las Olmas ...
- Microreserva del Bosque del Tajar. Importante e interesante bosque comunal en el que se elaboraba carbón en la antigüedad. Declarada Microreserva de flora por la Conselleria de Medi Ambient.

## Fiestas
- San Antonio Abad. Se celebran el 17 de enero. La noche anterior, todos los vecinos encienden sus hogueras y el día de San Antón se celebra la bendición de animales y reparto de bollos típicos.
- Fiestas patronales en honor al Santísimo Salvador. Tiene lugar durante la primera semana de agosto. Se celebran festejos taurinos, verbenas, espectáculos de variedades, juegos infantiles, etc.
- Fiestas de la Patrona Santa Bárbara y Cristo de la Agonía. Se celebran el primer fin de semana de diciembre.

## Gastronomía
- Fridura de la jarra. Conserva de cerdo almacenada en aceite de oliva proveniente de la tradicional matanza.
- Jabalí guisado y en salsa. El jabalí es muy abundante en los bosques del parque natural de la Sierra de Espadán y durante la época de caza es fácil degustarlo en los establecimientos del pueblo.